# Gethsemanekirche (München)

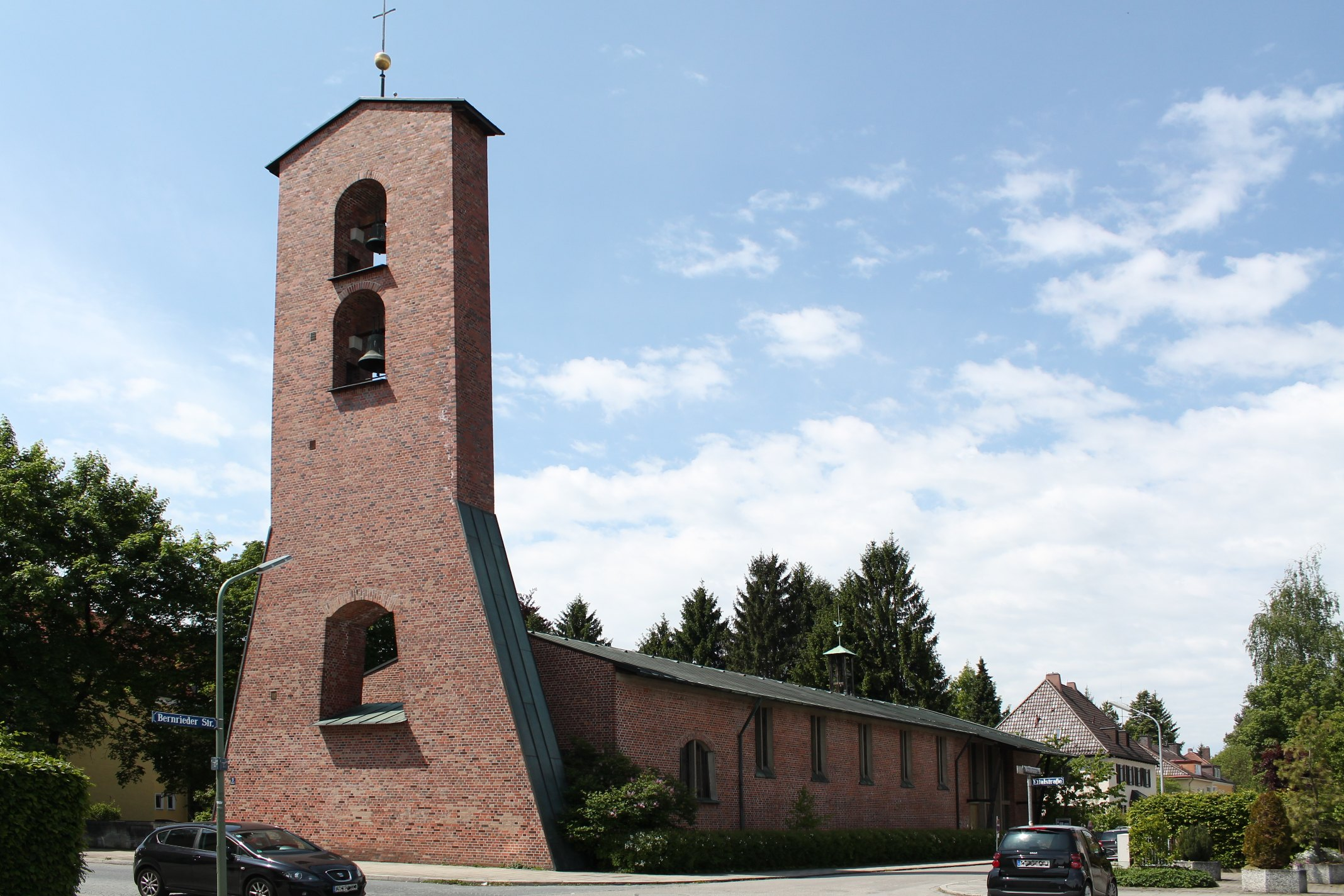
München, Gethsemanekirche

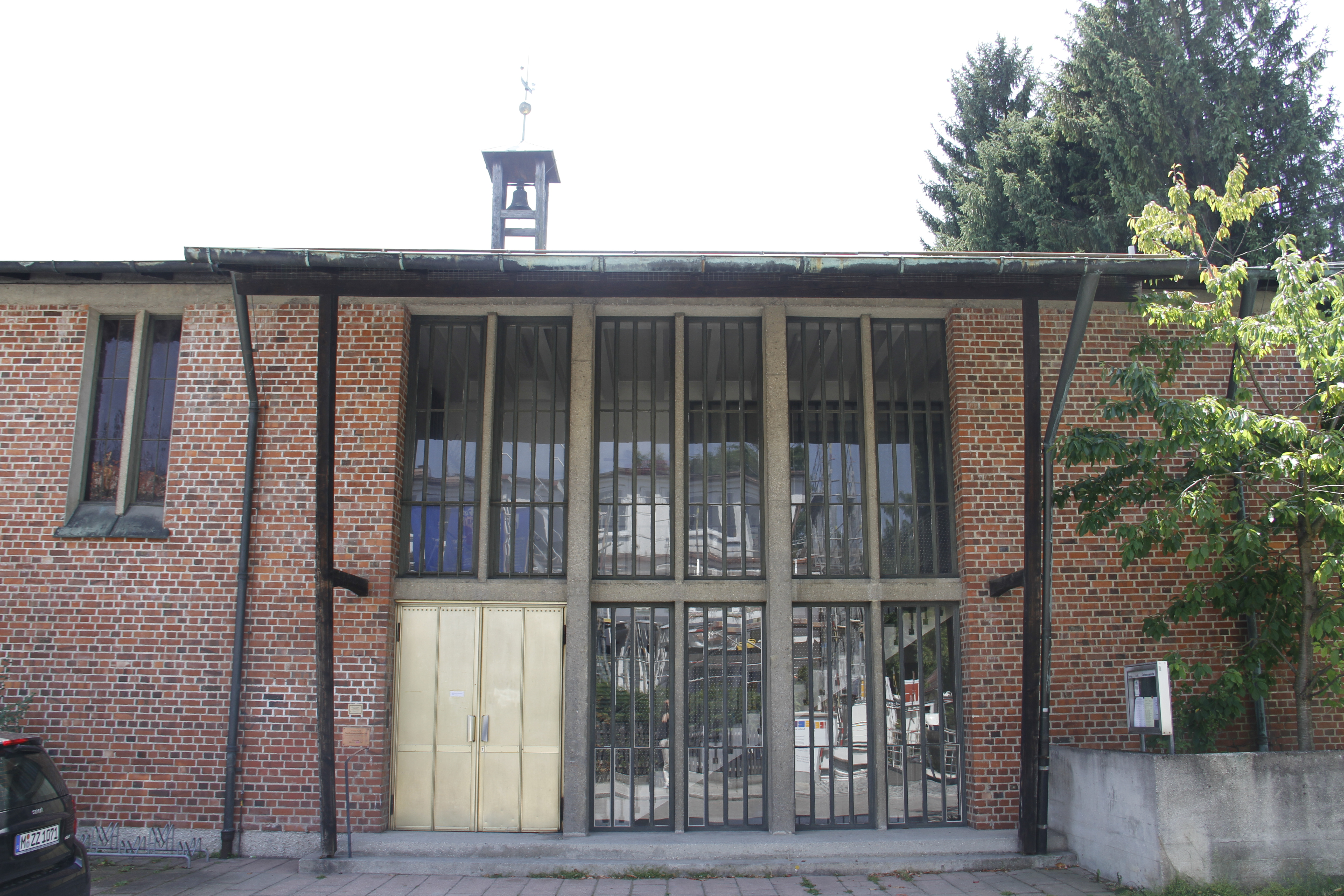
München, Gethsemanekirche

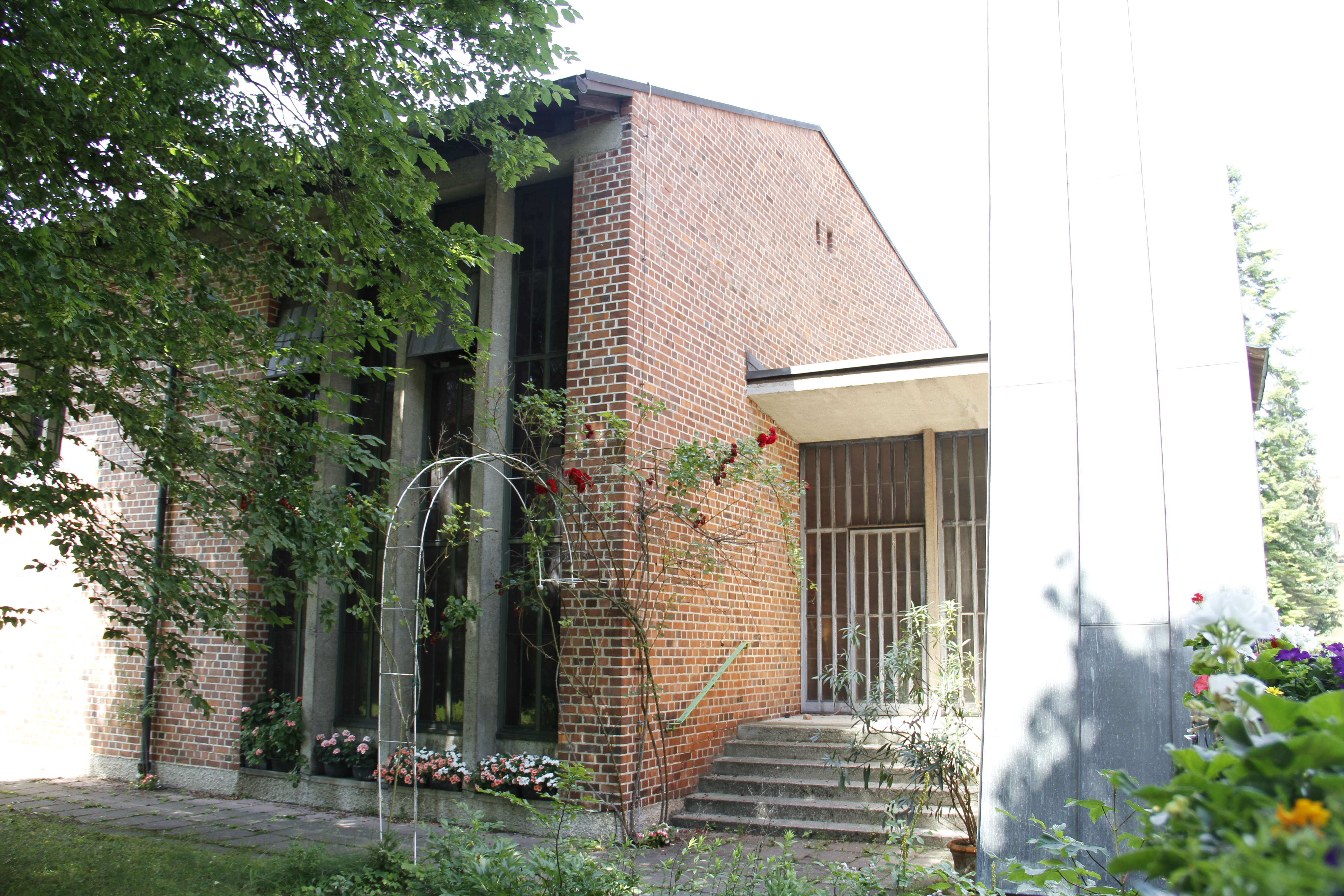
München, Gethsemanekirche

Die evangelische Gethsemanekirche liegt im Münchner Stadtbezirk Sendling-Westpark in der Ettalstraße 3. Sie wurde 1958 fertiggestellt nach Entwürfen des Architekten Gustav Gsaenger.

## Bauwerk und Ausstattung
Das Gemeindezentrum Gethsemanekirche erhebt sich mit Kirchenbau, Gemeindesaal und Pfarrhaus an der Ecke Ettalstraße/Wessobrunner Straße. Das backsteinsichtige Kirchenschiff wird nach Osten abgeschlossen durch den Turm, der aus einer Mauerscheibe geformt wurde. Das Altarbild, das thematisch das Kirchenpatrozinium aufgreift, stammt aus dem Jahr 1959 von der Künstlerin Angelika Gsaenger, Tochter des Architekten.

## Geschichte
Im 1956 gegründeten Pfarrsprengel Sendling-West feierten die Protestanten ihre Gottesdienste zunächst in der evangelischen Kapelle des kommunalen Altenheims St. Josef (Luise-Kiesselbach-Platz). Mit der Planung für einen neuen eigenen Kirchenbau wurde der Münchner Architekt Gustav Gsaenger beauftragt, der sich kurz zuvor mit der Matthäuskirche einen Namen gemacht hatte. Der Grundstein für einen eigenen Kirchenbau wurde am 30. Mai 1957 gelegt. Am 30. März 1958 (Palmsonntag) wurde die Kirche eingeweiht. 1960 erhielt die evangelisch-lutherische Gemeinde ihre Selbständigkeit.
Bis 1996 gestaltete man den Kirchenraum nach Entwürfen des Architekten Eberhard Wimmer um: Eine gläserne Trennwand trennt den Gemeindesaal seitdem vom Gottesdienstraum, hält dabei aber eine Sichtbeziehung offen. Diese Maßnahme wurde 1999 mit dem BDA-Preis Bayern ausgezeichnet. Im Jahr 2000 wurde die Gethsemanekirche in die Denkmalliste aufgenommen.

## Orgel

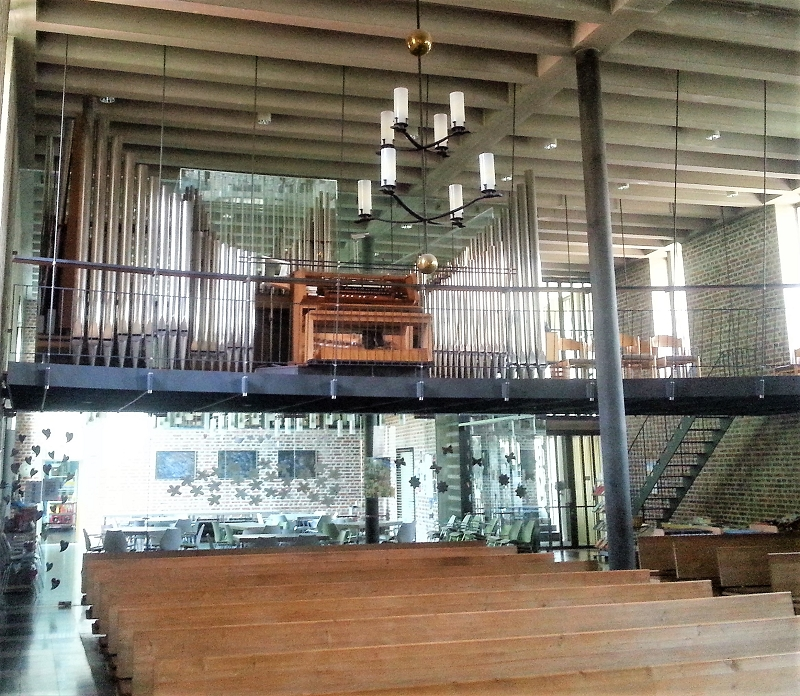
Die Redeker-Orgel

Die Orgel mit 23 Registern auf zwei Manualen und Pedal wurde 1975 von Guido Nenninger erbaut. Sie verfügt über Schleifladen mit mechanischer Spiel- und elektrischer Registertraktur. 1995 wurde das Instrument von Redeker & Kreuzer umgebaut. Die Disposition lautet:
| I Hauptwerk C–g3 |       |
| Prinzipal        | 8′    |
| Rohrflöte        | 8′    |
| Oktave           | 4′    |
| Pommer           | 4′    |
| Schwiegel        | 2′    |
| Mixtur IV–V      | 1 ⁄3′ |
| Trompete         | 8′    |

| II Schwellwerk C–g3 |        |
| Holzgedackt         | 8′     |
| Spitzgambe          | 8′     |
| Koppelflöte         | 4′     |
| Prinzipal           | 2′     |
| Terz                | 1 3⁄5′ |
| Sifflöte            | 1 ⁄3′  |
| Oktave              | 1′     |
| Scharff IV          | 2⁄3′   |
| Dulzian             | 16′    |
| Tremulant           |        |

| Pedal C–f1    |       |
| Subbaß        | 16′   |
| Oktavbaß      | 8′    |
| Gedecktbaß    | 8′    |
| Choralbaß     | 4′    |
| Rauschbaß III | 2 ⁄3′ |
| Nachthorn     | 2′    |
| Fagott        | 16′   |

- Koppeln: II/I, I/P, II/P, Suboktavkoppel I/P, Suboktavkoppel II/P, Superoktavkoppel II/I
- Spielhilfen: 1 freie Kombination, Crescendo, Crescendo ab, Zungen ab